# William Smith (luchador)
William Smith (Portland (Oregón), Estados Unidos, 17 de septiembre de 1928-20 de marzo de 2008) fue un deportista estadounidense especialista en lucha libre olímpica donde llegó a ser campeón olímpico en Helsinki 1952.

## Carrera deportiva
En los Juegos Olímpicos de 1952 celebrados en Helsinki ganó la medalla de oro en lucha libre olímpica estilo peso wélter, por delante del sueco Per Berlin (plata) y del iraní Abdollah Mojtabavi (bronce).